# Rufino d’Almeida
Rufino d'Almeida est un homme politique béninois devenu maire de sa ville natale sur la liste du parti Bloc Républicain.

## Biographie
Né a Bohicon, où il fait son parcours scolaire, Rufino d'Almeida devient plus tard avocat d'affaires au barreau de Paris.

### Enfance et éducation
Dans ses études, il obtient un DESS en droit  de la construction, de l’urbanisme, de l'aménagement urbain de la faculté de droit de Jean monnet de sceaux de l'université de Paris XI. En outre, il est détenteur d'un DESS de droit public et relations internationales de la faculté des droits de l'Université de Reims Champagne-Ardenne, d'un DESS d'administrateur privée et public pour l'Afrique de l'Université de Reims Champagne-Ardenne, d'un Certificat d'aptitude a la profession d'avocat (CAPA) du centre de formation régional des avocats de la cour d'appel de Versailles, d'un diplôme de l'institut d’études judiciaire (IEJ) de la faculté de droit Jean-Monnet de Sceaux, d'un diplôme d'ingénieur technologue en génie climatique, thermique et froid industriel à l’Université Henri-Poincaré Nancy-II.

## Carrière politique.
Rufino d'Almeida  est élu maire de la commune de Bohicon aux  Élections municipales béninoises de 2020 le 6 juin de la même,.

### Siège national du parti politique de Rufino d’Almeida

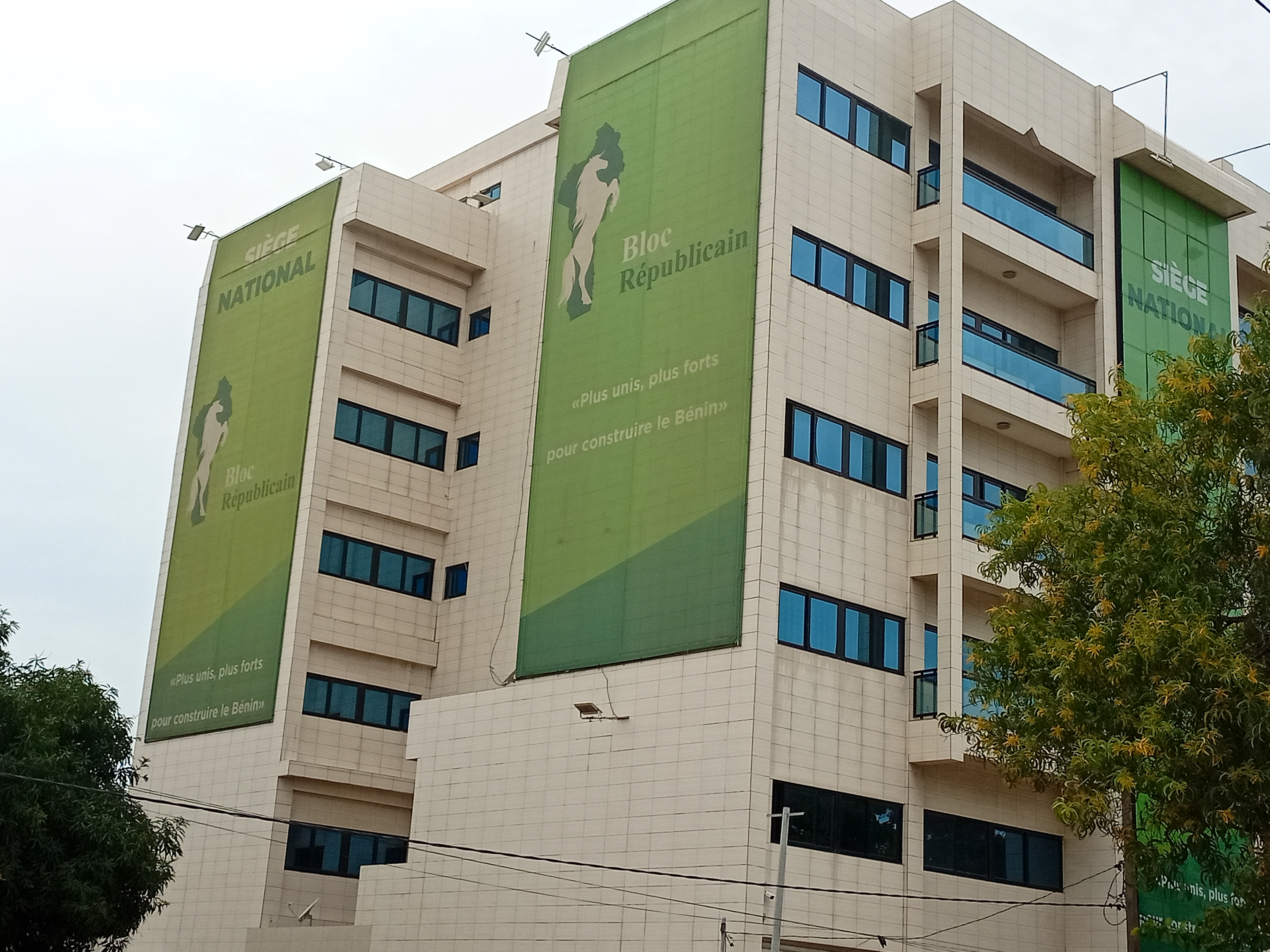
Siège national du parti politique Bloc Républicain du Bénin.

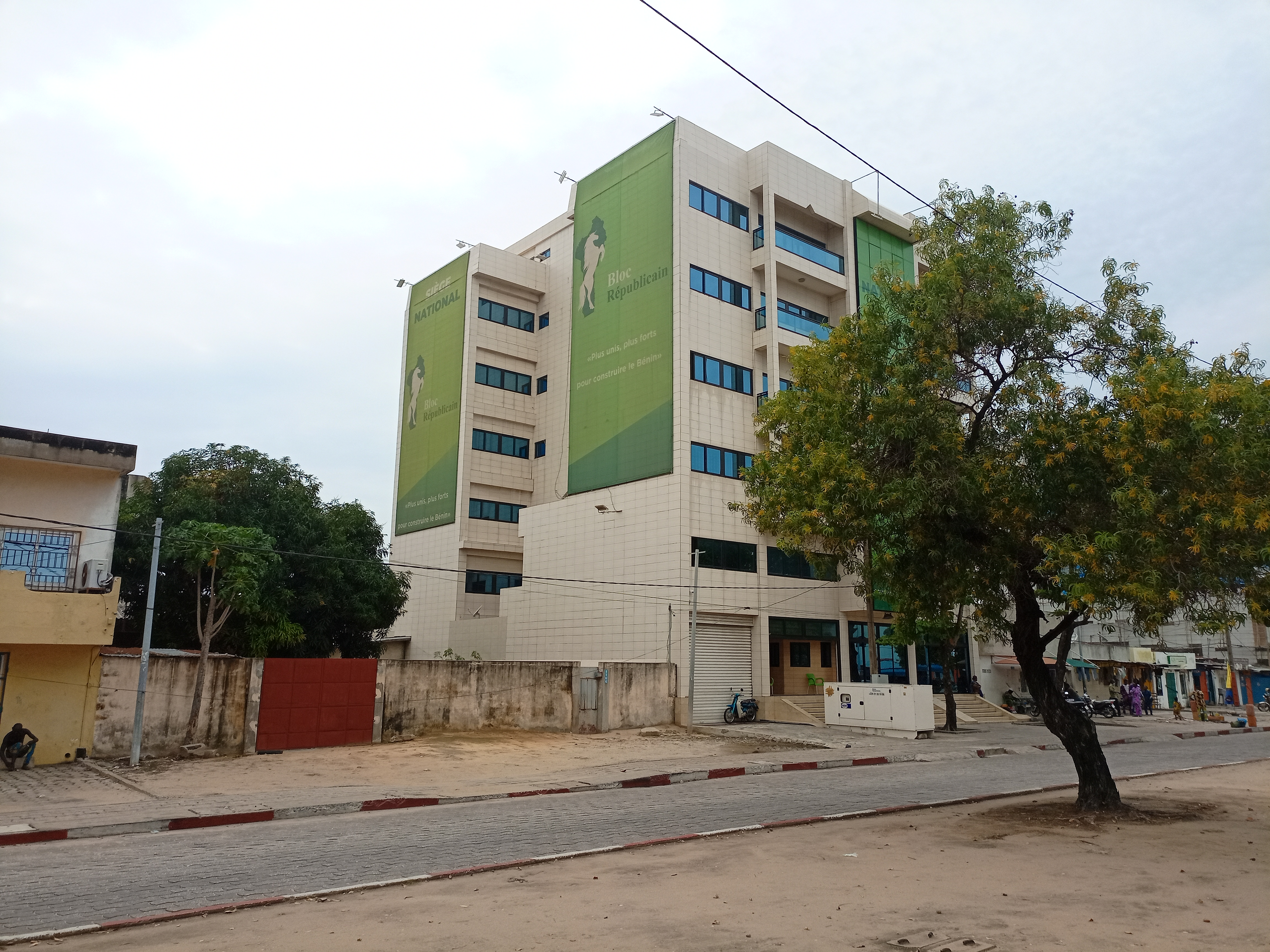
Siège national du parti politique Bloc Républicain du Bénin